# Brødrene Østermans Huskors
Brødrene Østermans Huskors (svensk: Bröderna Östermans huskors) er en komedie i tre akter af den svenske forfatter Oscar Wennersten (1868 – 1922), skrevet i 1913. Den er blevet filmdramatiseret flere gange på svensk og desuden på dansk i En pige uden lige og Mig og min lillebror.
| Kunst og kultur | Spire Denne artikel om scenekunst og teater er en spire som bør udbygges. Du er velkommen til at hjælpe Wikipedia ved at udvide den. |